# 贝伦·苏奇
贝伦·苏奇（西班牙語：Belén Succi，1985年10月16日—），阿根廷女子曲棍球运动员，2007年泛美运动会女子金牌得主、2008年夏季奥林匹克运动会女子铜牌得主、2011年泛美运动会女子银牌得主、2015年泛美运动会女子银牌得主、2019年泛美运动会女子金牌得主、2020年夏季奥林匹克运动会女子银牌得主。